# Fredrik Möller (ishockeyspelare)
Fredrik Martin Möller, född 16 december 1976, är en före detta svensk ishockeyspelare.
Möller är den hittills yngsta elitseriedebutanten i Elitseriens historia, efter att ha debuterat för Rögle BK 14 januari 1993 i en match mot Malmö IF vid en ålder av 16 år och 29 dagar. Det blev sammanlagt sex matcher den första säsongen. 1992-1996 spelade han huvudsakligen i Rögles J20-lag men spelade också i Elitserielaget: fyra matcher 1994-1995 och 14 1995-1996. 
Då Rögle sedan flyttades ned i division 1 var han i två säsonger mera eller mindre ordinarie i laget. Säsongen 1998-1999 inledde han i Linköping HC för att under säsongen byta till Troja-Ljungby. Därefter följde några år utomlands; först en säsong i norska Storhamar Dragons där han var med till att vinna det norska mästerskapet och sedan en säsong i tyska Hamburg Crocodiles. Han flyttade tillbaka till Sverige och spelade två säsonger med Helsingborg HC i division 2 för därefter åter att spela i division 1, det blev två och en halv säsong med Jonstorps IF. Under våren 2005 var han åter tillbaka i Rögle och Allsvenskan, men fick snabbt lämna klubben för åter att spela i Helsingborg HC i division 1.
Möller spelade fem matcher, ett mål och två assist, i svenska U18-landslaget 1993-1994 då Sverige vann JEM och sju matcher i svenska J20-landslaget under juniorvärldsmästerskapet i ishockey 1996 i Boston då Sverige erövrade silvermedaljerna.

## Statistik
| 1992–93           | Rögle BK           | Elitserien        | 6  | 0  | 0  | 0  | 0   | —  | — | — | — | —  |
| 1994–95           | Rögle BK           | Elitserien        | 10 | 0  | 0  | 0  | 0   | 8  | 0 | 0 | 0 | 0  |
| 1995–96           | Rögle BK           | Elitserien        | 28 | 2  | 0  | 2  | 15  | 2  | 0 | 0 | 0 | 0  |
| 1996–97           | Rögle BK           | Div. I            | 31 | 11 | 7  | 18 | 44  | —  | — | — | — | —  |
| 1997–98           | Rögle BK           | Div. I            | 32 | 12 | 16 | 28 | 38  | 4  | 2 | 1 | 3 | 6  |
| 1998–99           | Linköping HC       | Div. I            | 27 | 3  | 3  | 6  | 8   | —  | — | — | — | —  |
| 1998–99           | IF Troja-Ljungby   | Div. I            | 15 | 10 | 2  | 12 | 30  | 14 | 5 | 3 | 8 | 39 |
| 1999–00           | Storhamar Dragons  | Eliteserien       | 37 | 16 | 9  | 25 | 44  | 7  | 2 | 1 | 3 | 8  |
| 2000–01           | Hamburg Crocodiles | Oberliga          | 33 | 23 | 30 | 53 | 81  | —  | — | — | — | —  |
| 2002–03           | Helsingborgs HC    | Div. 2            | 11 | 9  | 15 | 24 | 4   | —  | — | — | — | —  |
| 2003–04           | Jonstorps IF       | Div. 1            | —  | 15 | 16 | 31 | —   | —  | — | — | — | —  |
| 2004–05           | Jonstorps IF       | Div. 1            | 36 | 20 | 23 | 43 | 38  | —  | — | — | — | —  |
| 2005–06           | Jonstorps IF       | Div. 1            | 26 | 13 | 16 | 29 | 98  | —  | — | — | — | —  |
| 2005–06           | Rögle BK           | HA                | 19 | 3  | 4  | 7  | 10  | 10 | 0 | 3 | 3 | 8  |
| 2006–07           | Helsingborgs HC    | Div. 1            | 38 | 13 | 30 | 43 | 116 | —  | — | — | — | —  |
| Elitserien totalt | Elitserien totalt  | Elitserien totalt | 24 | 0  | 0  | 0  | 4   | —  | — | — | — | —  |

## Meriter
- EM-U18 EJC guld 1993/1994
- VM-U20 WJC silver 1995/1996
- Norsk mästare 1999/2000

## Extern länk
Presentation och statistik för Fredrik Möller som spelare  på Elite Prospects.